# Marco Gaspari
Marco Gaspari (ur. 20 września 1982 w Ankonie) – włoski trener siatkarski.

## Kariera trenerska
| Kariera trenerska | Kariera trenerska               | Kariera trenerska | Kariera trenerska | Kariera trenerska |
| Lata              | W klubie                        | Klub              | Funkcja           | Sukcesy           |
| ----------------- | ------------------------------- | ----------------- | ----------------- | ----------------- |
| 2000/2001         |                                 | Pallavolo Ankona  | asystent trenera  |                   |
| 2001/2002         |                                 | Pallavolo Ankona  | asystent trenera  |                   |
| 2002/2003         |                                 | Pallavolo Ankona  | asystent trenera  |                   |
| 2003/2004         |                                 | Pallavolo Ankona  | asystent trenera  |                   |
| 2004/2005         |                                 | Pallavolo Ankona  | asystent trenera  |                   |
| 2005/2006         | Fornarina Civitanova Marche     |                   | asystent trenera  |                   |
| 2007/2008         | Despar Perugia                  |                   | asystent trenera  |                   |
| 2008/2009         | Monte Schiavo Banca Marche Jesi |                   | asystent trenera  |                   |
| 2009/2010         | Monte Schiavo Banca Marche Jesi |                   | asystent trenera  |                   |
| 2010/2011         | Spes Volley Conegliano          |                   | asystent trenera  |                   |
| 2011/2012         | Spes Volley Conegliano          | do 12.2011        | I trener          |                   |
| 2011/2012         | od 28.01.2012                   | Baku VK           | asystent trenera  |                   |